# Poles Apart
Poles Apart és una cançó del grup britànic de rock progressiu Pink Floyd. És el tercer títol del disc The Division Bell, de 1994.

## Lletra
La lletra parla de l'ex company de banda Syd Barrett al primer vers, i de Roger Waters al segon, segons la coautora Polly Samson. Com a tal, el segon vers comença amb el paraules "Hey you", el títol d'una cançó escrita per Waters de l'àlbum anterior de Pink Floyd, The Wall.

## Afinació
La cançó es va interpretar en sintonia DADGAD.
| «                     | [sobre l'afinació D,A,D,G,A,D a "Poles Apart", una nova afinació per a David Gilmour] (...) el més curiós és que no sabia que era tal una afinació establerta: vaig pensar que era una cosa nova que havia inventat. Un dia, estava de vacances a Grècia i portava una guitarra acústica amb mi. Només vaig decidir afinar la corda inferior a D i vaig continuar experimentant fins que vaig arribar a aquesta afinació. Llavors em vaig fer una mica i "Poles Apart" hi va caure uns minuts més tard. | » |
| — David Gilmour, 1994 | |   |

## Membres
- David Gilmour - veus,
- Gibson Les Paul - guitarra acústica
- Richard Wright - teclats
- Nick Mason - bateria, percussió
- Guy Pratt - baix
- Jon Carin - programació